# Varvara Panina
Varvara Vasilievna Panina (n. 1872, Moscova, Imperiul Rus – d. 28 mai/10 iunie 1911, Moscova, Imperiul Rus) a fost o cântăreață rusă de etnie romă, celebră pentru vocea sa adâncă de contralto, fiind una din cântărețele de romanțe populare din Rusia la începutul secolului XX.

## Biografie
Varvara Vasilieva (numele ei la naștere) s-a născut într-o familie de țigani negustori de cai din Moscova. Ea a început să cânte la vârsta de 14 ani, în Corul Țiganilor condus de Alexandra Panina, de la restaurantul Strelna. S-a căsătorit cu nepotul lui Panina, Fiodor Artemievici Panin, și s-a angajat la restaurantul Yar din Moscova, renumit pentru recitalurile țigănești. În 1902 Varvara Panina a debutat pe scena Dvorianskoye Sobranie de la Sankt Petersburg, unde s-a bucurat de succes la public. De atunci a cântat numai pe scenă, ținând concerte solo, în care a interpretat cântece țigănești și romanțe ruse care erau întâmpinate cu urale din partea publicului. Printre fanii ei s-au numărat poetul Aleksandr Blok, scriitorii Lev Tolstoi, Alexandr Kuprin, Anton Cehov, pictorul Konstantin Korovin și membri ai Familiei Regale a Imperiului Rus. Diplomatul britanic R. H. Bruce Lockhart a numit-o „cea mai mare dintre țigani”. Panina a făcut numeroase înregistrări dintre care s-au păstrat mai mult de 50. A murit în urma unui infarct, la 28 mai 1911, și a fost îngropată la cimitirul Vagankovo⁠(d).